# 옥삼산
옥삼산(영어: oxamic acid)은 화학식이 NH
2C(O)COOH인 유기 화합물이다. 옥삼산은 흰색의 수용성 고체이다. 옥삼산은 옥살산의 모노아마이드이다. 옥삼산은 젖산 탈수소효소 A를 저해한다. 젖산 탈수소효소(LDH)의 활성 부위는 일단 옥삼산이 LDH-NADH 복합체에 부착되어 이를 효과적으로 저해하면 닫힌다.
옥삼산은 고분자화학에도 활용된다. 옥삼산은 옥삼산과 결합하는 폴리에스터, 에폭사이드, 아크릴을 포함한 특정 중합체의 수용성을 증가시킨다.

## 같이 보기
- 옥살산
- 옥삼산염